# Bevercotes
Bevercotes – osada w Anglii, w hrabstwie Nottinghamshire, w dystrykcie Bassetlaw. Leży 36 km na północ od miasta Nottingham i 202 km na północ od Londynu. Miejscowość liczy 28 mieszkańców.